# Jakobuskapelle (Wolfach)

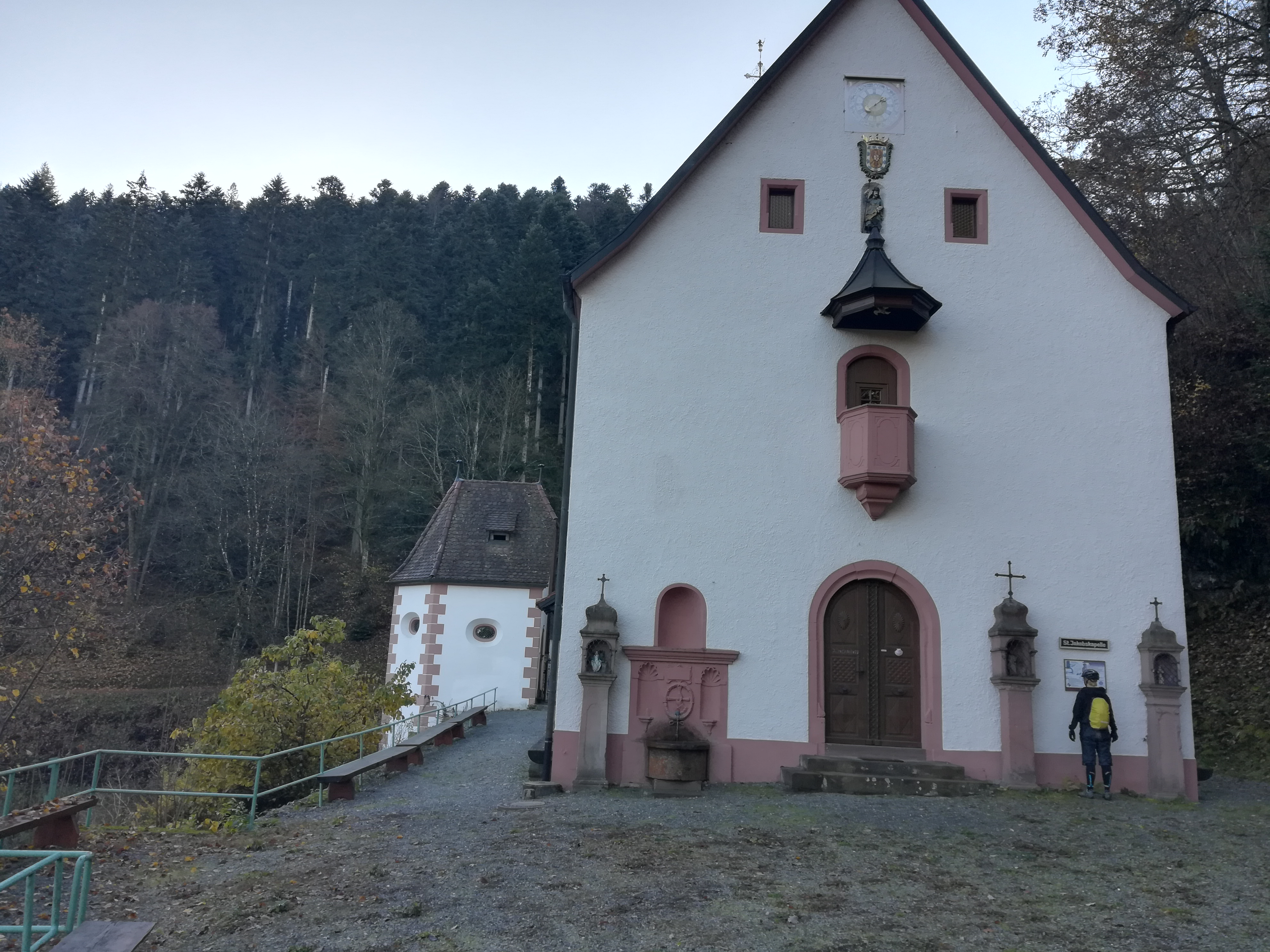
Jakobuskapelle am Jakobsweg (2018)

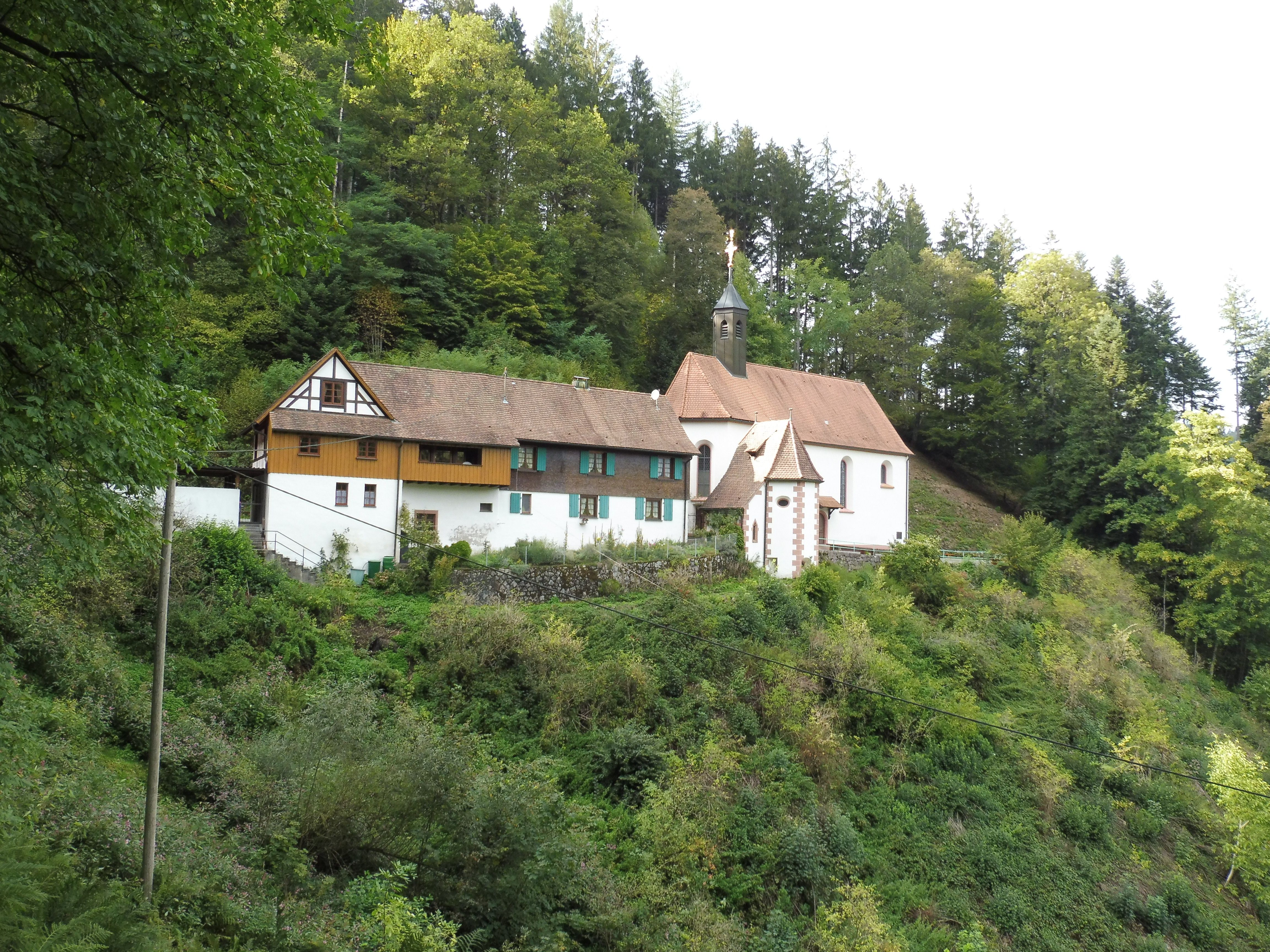
St. Jakobus von Südost

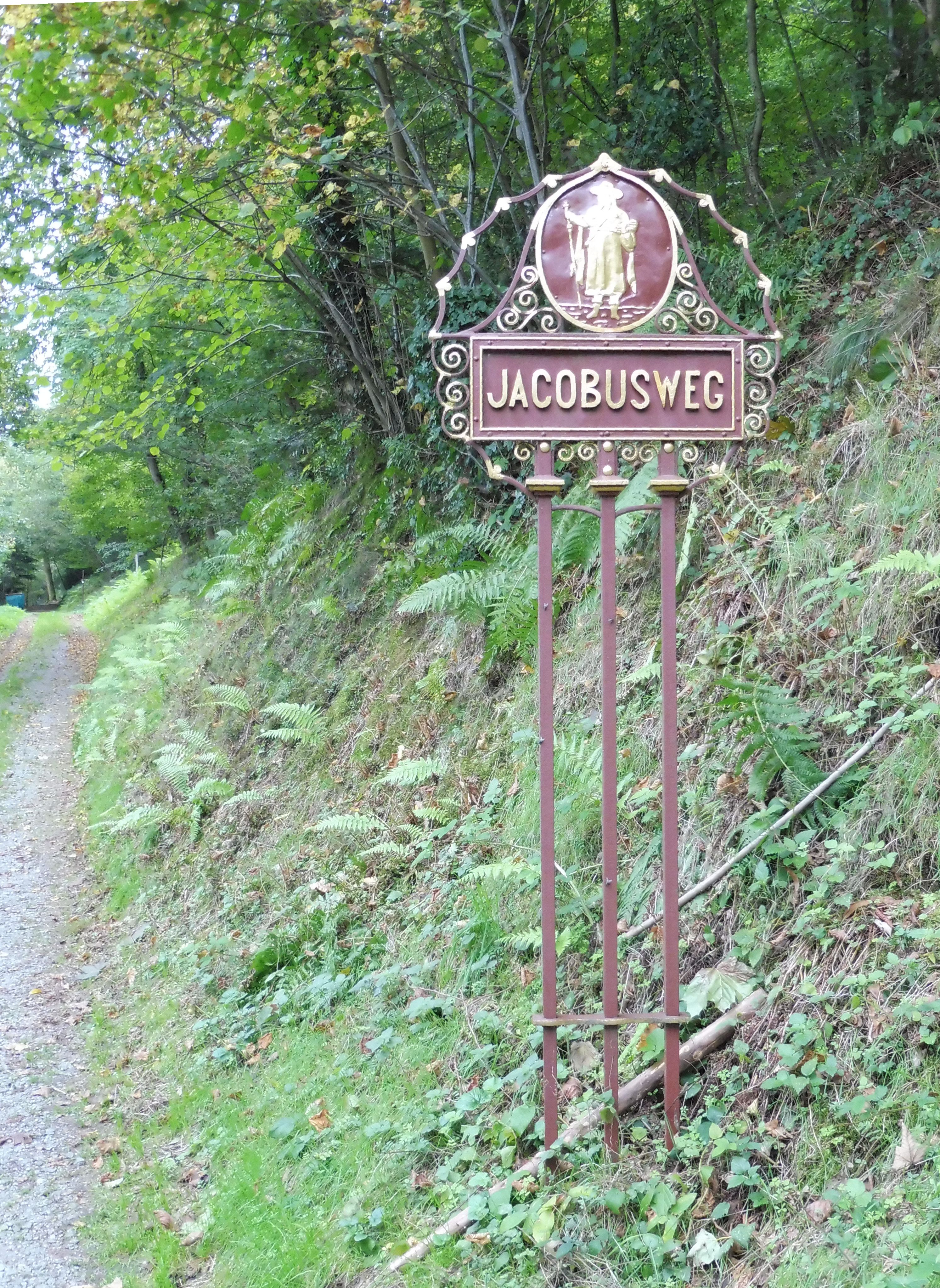
Wegweiser nahe St. Jakobus

Die an einem Berghang südlich der Kinzig gelegene Jakobuskapelle gehört zur Pfarrei St. Laurentius in Wolfach im Ortenaukreis, Baden-Württemberg. Sie ist Wallfahrtsziel am 25. Juli, dem Jakobustag. Hauptzierde ist neben der Lage das Ensemble der drei barocken Altäre.

## Geschichte
Die Geschichte der 1275 erstmals erwähnten Wolfacher Pfarrei St. Laurentius geht ins 11. Jahrhundert zurück. Hinweise zur Geschichte der Kapelle finden sich in den Bruderschafts-Büchern der Wolfacher Bruderschaft zum heiligen Jakobus um einen guten Tod, die der Konstanzer Bischof Franz Johann von Prasberg 1664 genehmigte. Das erste Bruderschafts-Buch verbrannte 1694. Das älteste erhaltene von 1710 berichtet, im Jahr 1033 habe ein „frommer Bruder namens Conrad von Kalb“ den Grafen Heinrich VI. von Fürstenberg um Erlaubnis zur Errichtung eines Jakobus-Kirchleins gebeten. Die Jahreszahl „1033“ kontrastiert aber mit der Lebenszeit Heinrichs VI., der 1490 in St. Laurentius bestattet wurde. Darum wird sie in der Regel auf „1433“ korrigiert. 1983 feierten Wolfach und St. Laurentius das 550-jährige Bestehen der Kapelle. Doch gibt es andere Hinweise auf ein höheres Alter, so Mauerreste in römischer Straßenbauweise in der Nähe, wonach hier die römische Kinzigtalstraße auf halber Höhe am Berg vor Hochwasser geschützt verlief. Die Straße könnte im Mittelalter als Teil eines Jakobs-Pilgerwegs benutzt worden sein. Der Wolfacher Graf Maximilian Franz von Fürstenberg, Erbauer des Schlosses Wolfach, erwähnt in einer Urkunde von 1679, die Kapelle sei „vor Ohngefahr 600 Jahren anfänglichen erbauen worden.“ Es gab also im 17. Jh. eine feste Überlieferung, die Anfänge der Jakobuskapelle gingen ins 11. Jahrhundert zurück. Schließlich trug die im Ersten Weltkrieg abgelieferte Kapellenglocke die Jahreszahl „ANNO DNI MCCCCXXVII“, 1427.

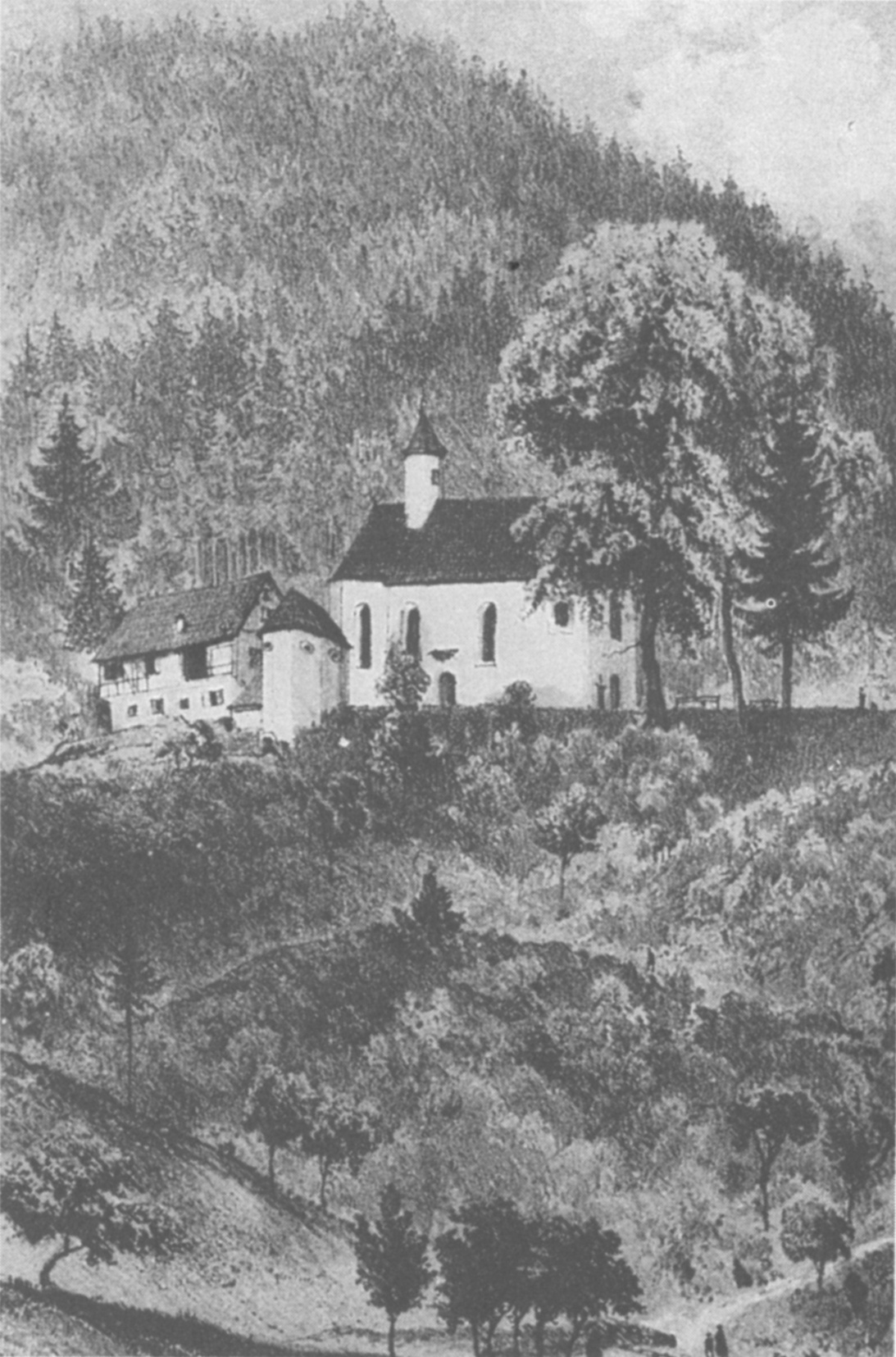
St. Jakobus um 1875, noch ohne Ökonomiegebäude

Die Bruderschaft dehnte sich über den ganzen mittleren Schwarzwald aus. Noch im Jubiläumsjahr 1764 wurden mehr als 200 Personen aufgenommen. Dann aber machte sich „der Zeitgeist der Aufklärung, der Heiligenverehrung, Wallfahrten und viele andere Frömmigkeitsübungen als unsinnigen Aberglauben abtat, <...> bemerkbar.“ Der Konstanzer Generalvikar Ignaz Heinrich von Wessenberg hob mit anderen Bruderschaften auch die Wolfacher Jakobus-Bruderschaft auf. Andreas Schill, Wolfacher Pfarrverweser von 1875 bis 1880, gelang es, sie mit Bestätigung durch Papst Leo XIII. neu zu beleben. „Seitdem treten jährlich wieder neue Mitglieder der Bruderschaft bei.“
Über die Geschichte und Gestalt der Kapelle haben neben anderen der ehemalige Wolfacher Pfarrer Josef Stüble und der Leiter des katholischen Bildungswerkes Wolfach-Oberwolfach Walter Schmider (* 1927) geforscht.

## Baugeschichte
Im Jahr der Entstehung der Bruderschaft 1664 weihte Franz Johann von Prasberg auch eine 1659 bis 1660 erbaute Jakobuskapelle – erbaut auf den Fundamenten von vermutlich mehreren Vorgängerkapellen, von denen eine 1540 auf Befehl von Wilhelm von Fürstenberg zerstört worden war, der für kurze Zeit, von etwa 1543 bis 1548, in Wolfach die Reformation eingeführt hatte. Bereits 1680 wurde die Kapelle von 1659/1660 mit Unterstützung Maximilians Franz von Fürstenberg durch eine größere ersetzt, die jetzige. Dabei wurde die bei der Kapelle entspringende Quelle dank einer Spende der Schwestern des nahen Klosters Wittichen als Brunnen links vom Haupteingang neu gefasst. Über dem Haupteingang wurde eine Außenkanzel angebracht. An der Talseite wurde eine kleine, dem heiligen Antonius von Padua geweihte Kapelle mit einem Heiligen Grab hinzugebaut. Die Hütte des das Gebäude betreuenden Einsiedlers oder Mesners wurde durch einen Massivbau ersetzt. Ende des 17. und Anfang des 18. Jahrhunderts erhielt die Jakobuskapelle ihre barocke Ausstattung.
Unter dem von 1880 bis 1897 an St. Laurentius tätigen Pfarrer Gustav Rieder wurde das Innere neugotisch übermalt und die Antoniuskapelle neugotisch umgebaut. Das Mesnerhaus wurde um ein Ökonomiegebäude mit einer Toilettenanlage erweitert. Bei einer gründlichen Renovierung 1952 bis 1953 wurden neugotische Übermalungen entfernt, so dass die Kapelle „ihren lichten, frohen, barocken Charakter“ zurückerhielt. 1982 bis 1983 erfolgte eine Außensanierung. An der Antoniuskapelle wurde die neugotische Bemalung erneuert.

## Gebäude
Ein schmuckloser verputzter Bruchsteinbau, liegt die Kapelle inmitten malerischer Natur. Die Außenkanzel über dem rundbogigen Hauptportal trägt die Jahreszahl „1680“. Darüber folgen eine tönerne Jakobusstatue, das fürstenbergische Wappen und eine Uhr. Über dem Wallfahrtsbrunnen rahmen Muschelnischen das Wappen des Klosters Wittichen, die segnende Hand Christi vor einem Kreuz. Daneben sind drei Bildstöcke aufgestellt. Den Dachreiter über dem Chor ziert ein Kreuz mit einer Wetterfahne und zuoberst einer kleinen Jakobusstatue. Talseitig ist neben einem Seiteneingang die außen neugotische Antoniuskapelle angefügt. Eine überdachte Sandsteintreppe führt hinunter in das Heilige Grab.

## Ausstattung
Das Innere ist ein heller, volkstümlich-prächtiger, elfenbeinweiß ausgemalter Raum, in dem ein gerundeter Triumphbogen das Schiff vom polygonal schließenden Chor trennt. Das Schiff überspannt eine kassettierte flache Holzdecke, den Chor die Andeutung eines Rippengewölbes. Das Chorgewölbe ist mit kleinen grünen Sternchen verziert. Die Kassettendecke schmückte der aus der Nähe von Wolfach stammende Konrad Schmider (1859–1898) mit einem Gemälde Maria, auf Wolken stehend, schützt Wolfach, signiert „Schmider 1880“, umgeben von den Evangelistensymbolen und Symbolen aus der Lauretanischen Litanei. Den hinteren Teil des Schiffs nimmt eine große, auf zwei Holzsäulen gestützte Empore ein.

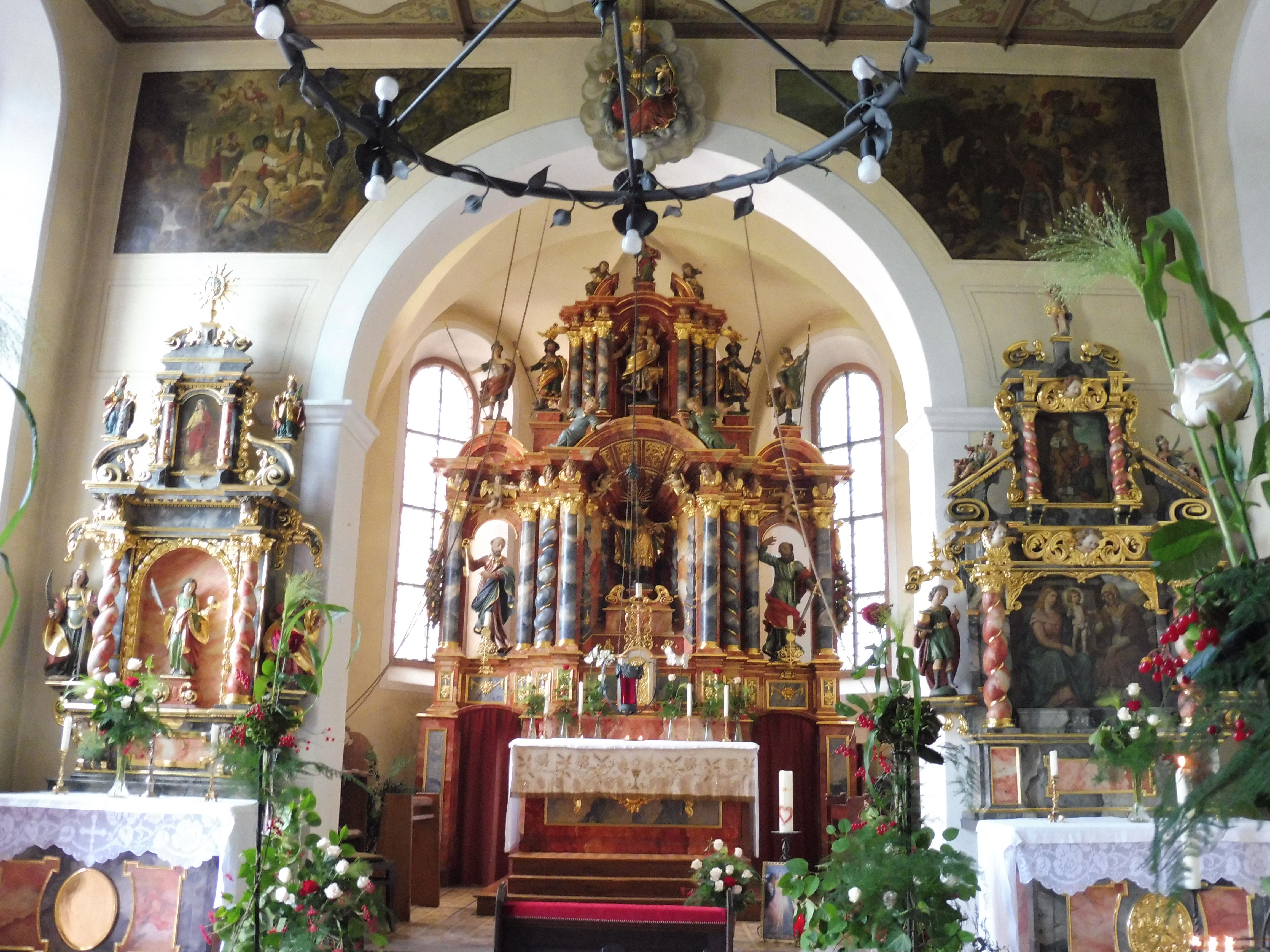
Blick Richtung Chor
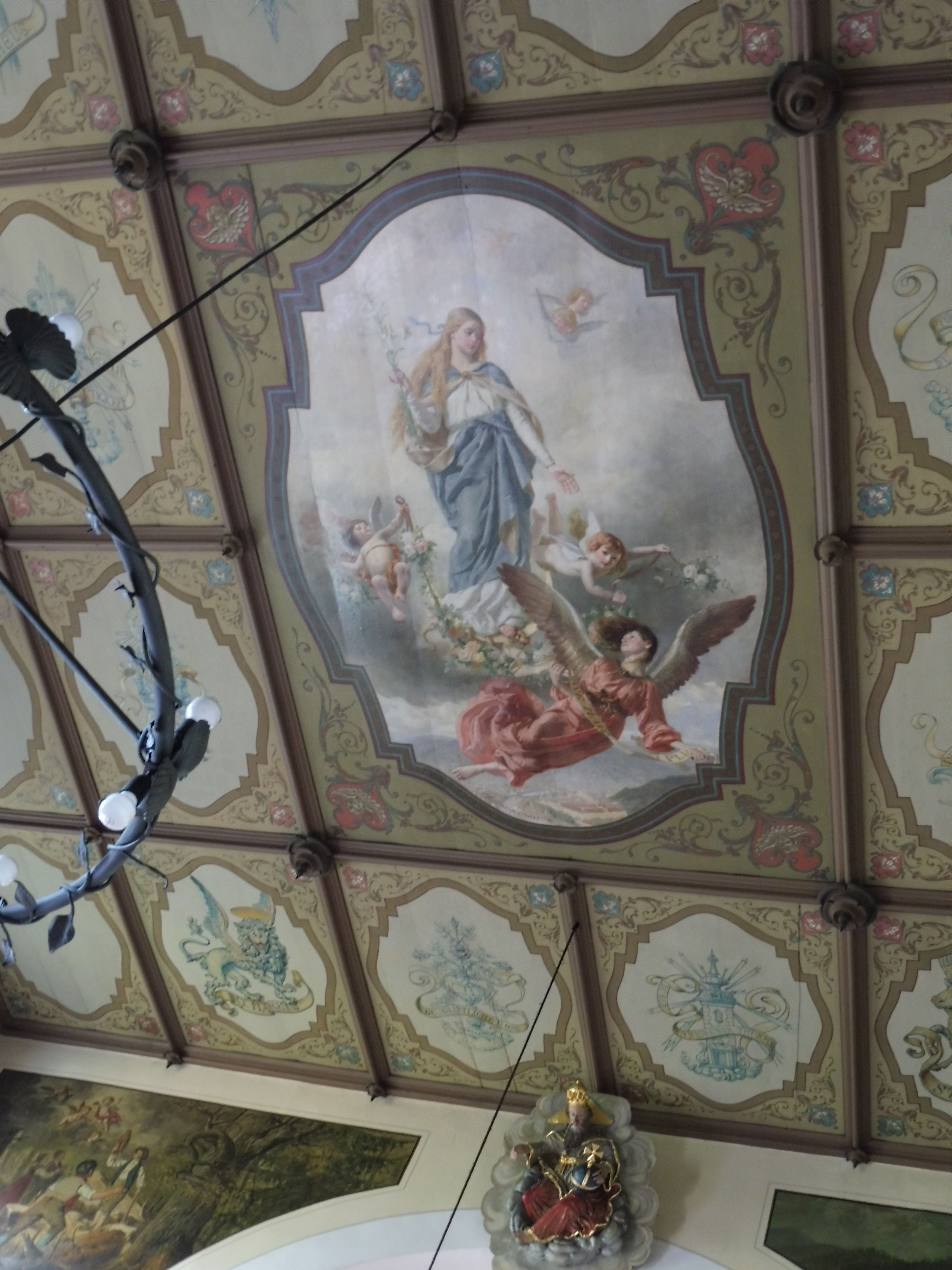
„Maria schützt Wolfach“
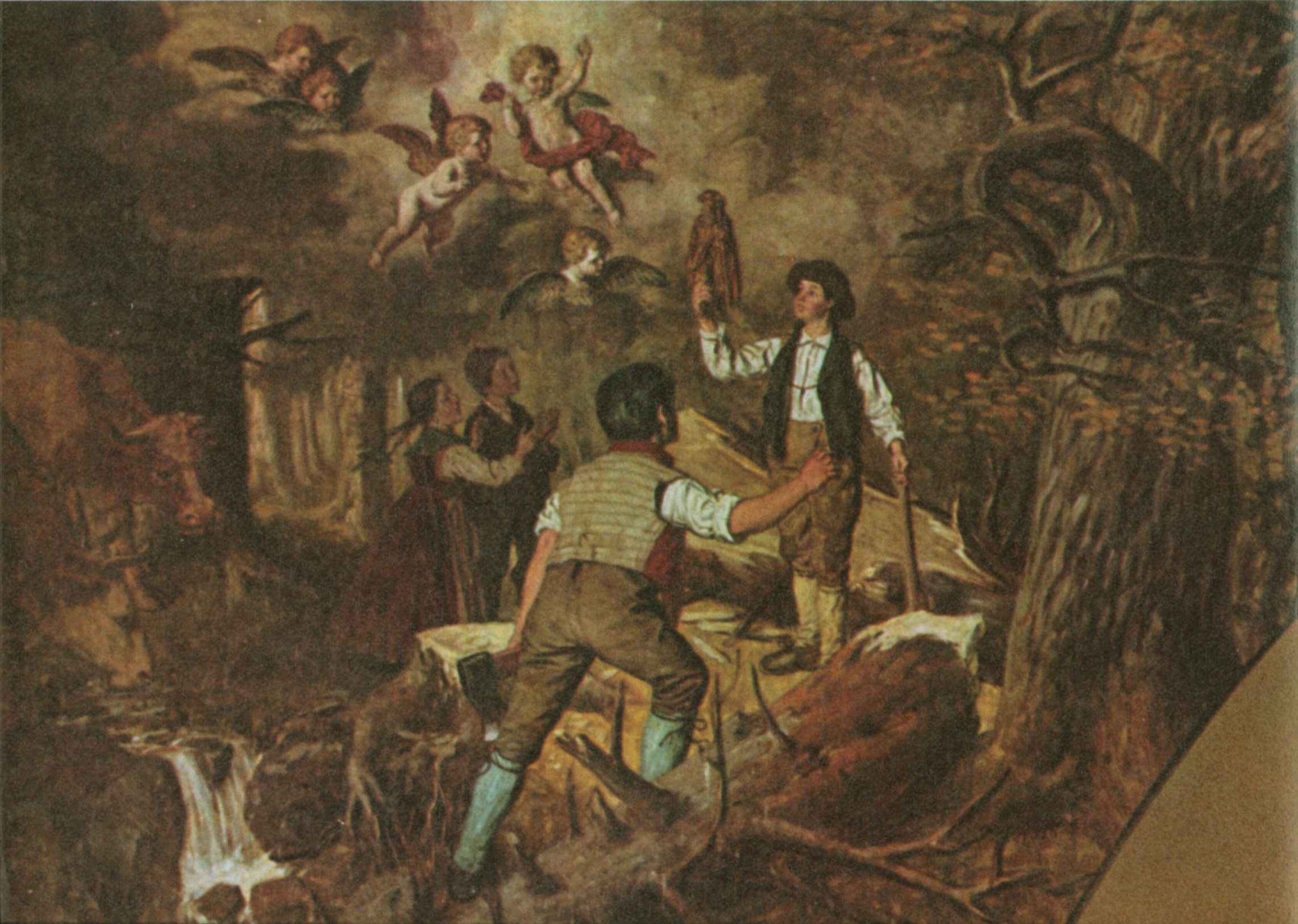
Legende: Auffindung der Jakobus-Statue
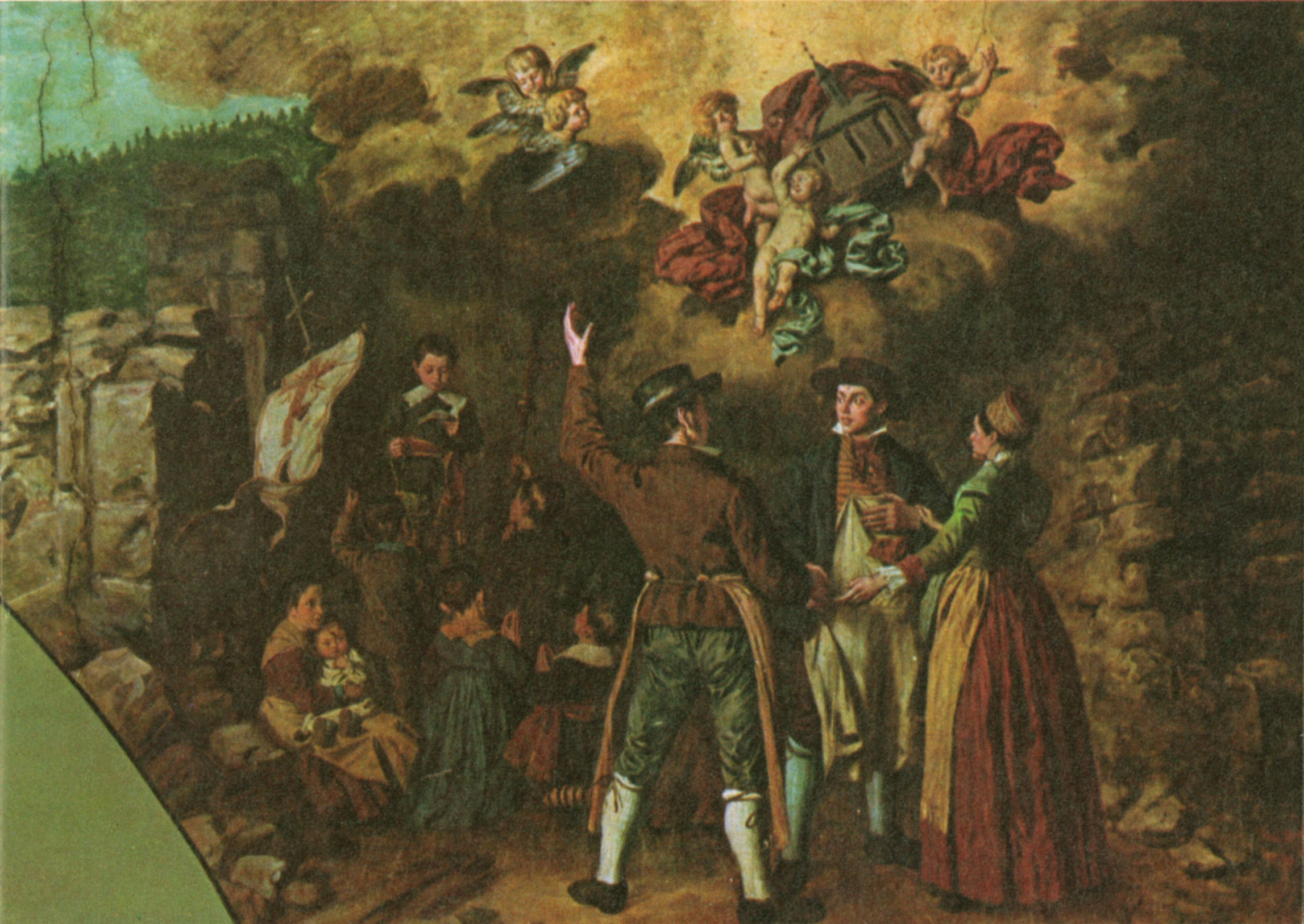
Legende: Gelübde des Kapellen-Neubaus

Zwei Bilder Schmiders an der Chorbogenwand, neben einer Skulptur Gottvaters, erzählen die Entstehungslegende. Kinder vernahmen beim Hüten ihrer Herde einen lieblichen Gesang, der aus einer Tanne zu kommen schien. In deren Stamm fand man eine Statue des heiligen Jakobus des Älteren. Unter Leitung des frommen Conrad von Kalb wurde dann eine erste Kapelle gebaut. Nachdem die 1540 zerstört worden war, entdeckten Kinder 1655 die Ruine, errichteten insgeheim einen kleinen Altar und veranstalteten Prozessionen. Das Interesse der Erwachsenen wurde geweckt und der Neubau von 1659/60 eingeleitet.
Hauptkünstler der drei marmorierend gefassten Altäre sind Mitglieder der Schwarzwälder Bildhauersippe Schupp, vor allem Johann Schupp (* 1631 in Villingen, † vermutlich 1699 ebenda) und sein Sohn Anton Joseph (* 1664 in Villingen, † 1729 ebenda).

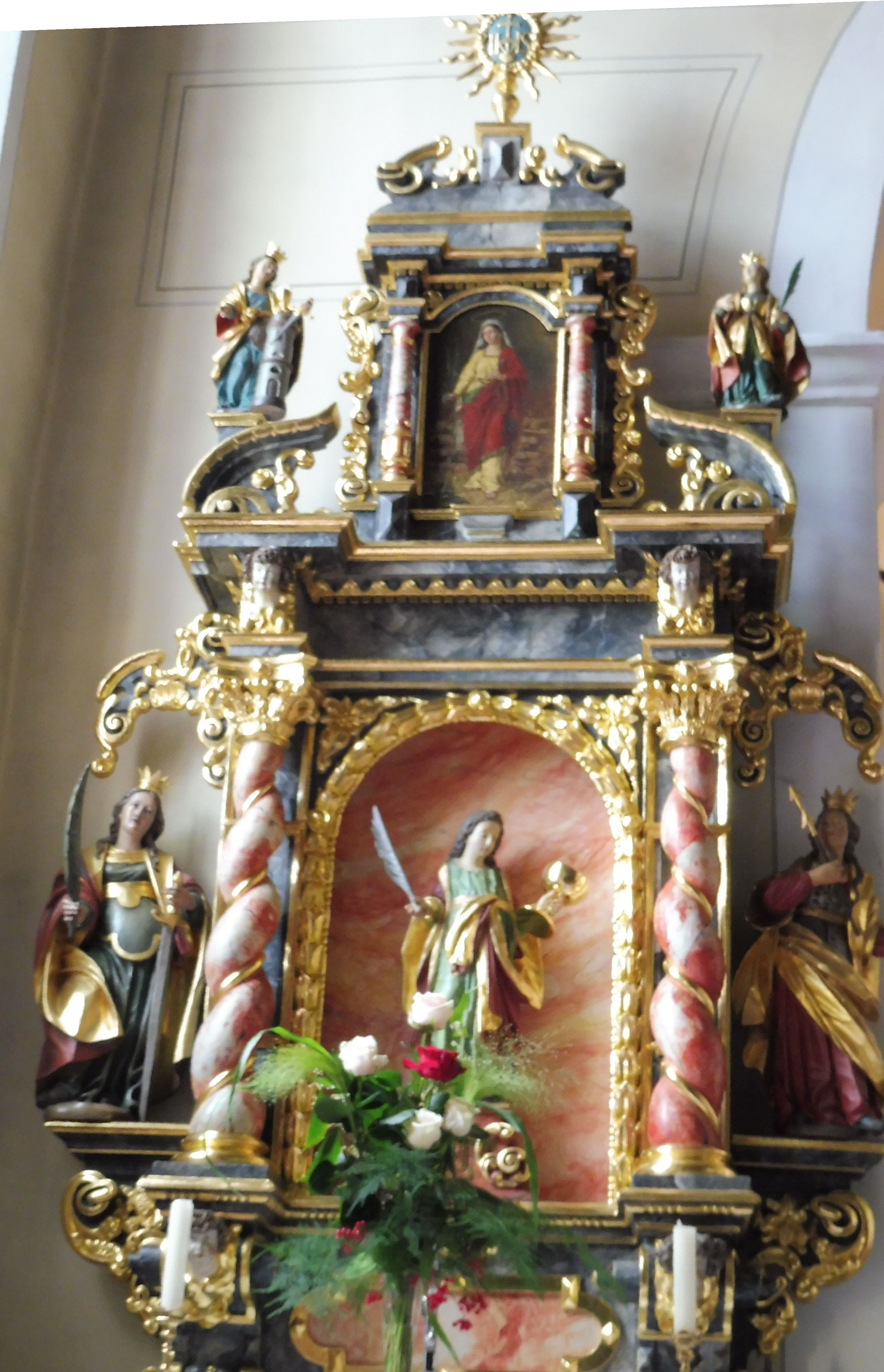
Linker Seitenaltar
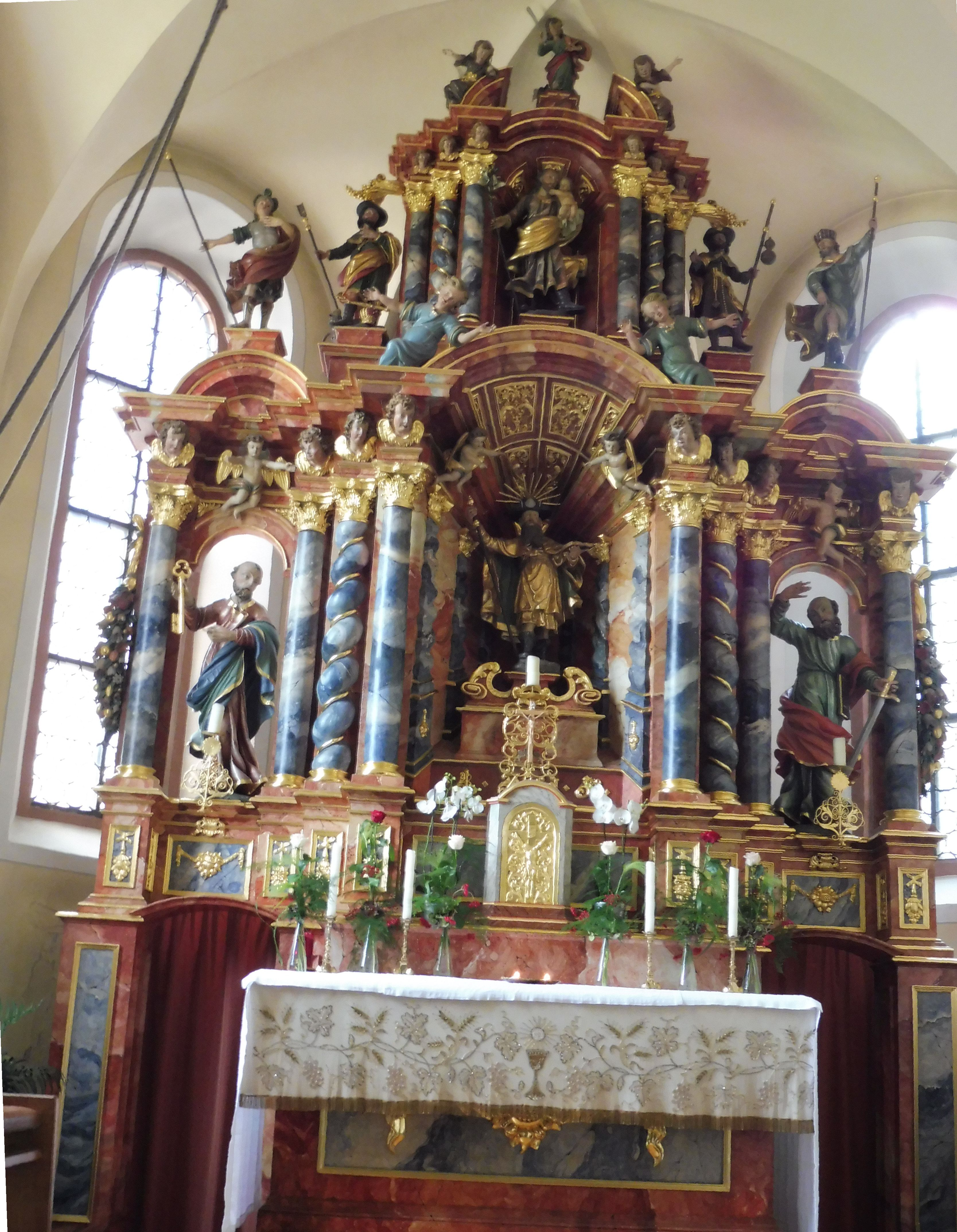
Hochaltar
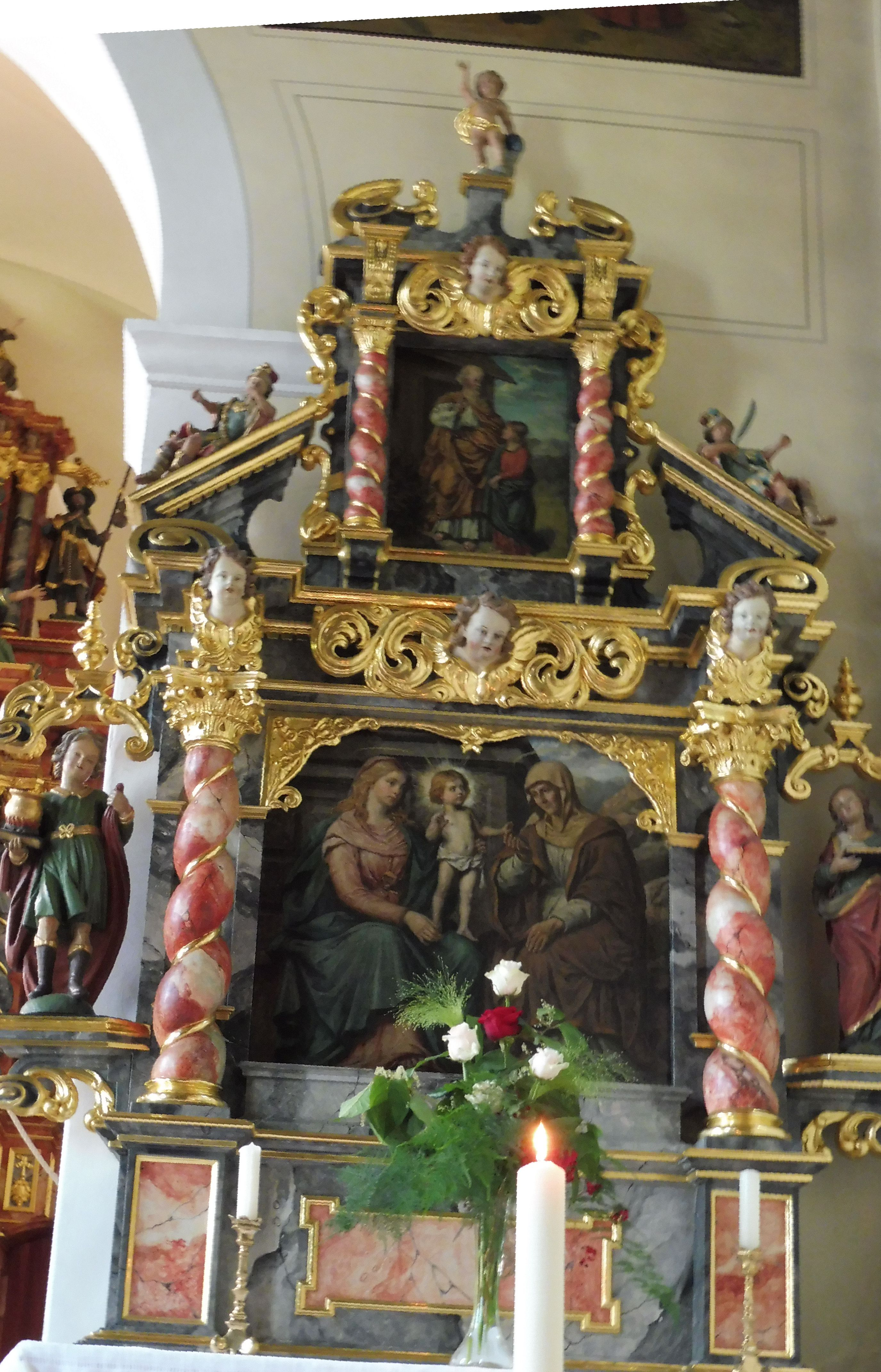
Rechter Seitenaltar

Der Hauptaltar ist 1705 datiert. Jederseits vier Säulen im Hauptgeschoss und drei Säulen im Auszug schaffen „tiefe, perspektivisch sehr wirkungsvoll durchgeführte Nischen und Raum für eine ganze Reihe von Heiligenfiguren“. Im Hauptgeschoss stehen in der Mitte Jakobus in goldenem Gewand mit den Pilgerattributen Mantel, Stab und Hut mit Muschel sowie einem Reliquiar auf der Brust, links der heilige Petrus und rechts der heilige Paulus. Im Auszug stehen in der Mitte der heilige Josef von Nazaret mit dem Jesuskind, links Georg und Wendelin, zu Wendelins Füßen die Königskrone, die er verschmähte, rechts Jodokus und Rochus als Pilger, Rochus auf die Pestbeule an seinem Oberschenkel deutend. Ganz oben steht der heilige Johannes, der Bruder des Jakobus (Mt 4,21 ). Hinzu kommen überreich Girlanden, Blumen, Früchte, Putten und Engelsköpfchen. Der staatliche Konservator der kirchlichen Kunstdenkmäler der Erzdiözese Freiburg Hermann Ginter urteilte: „Man geht kaum fehl, wenn man den Meister der Wolfacher Altäre im Umkreis der Villinger Meister, Vater und Sohn Schupp, sucht, die etwa gleichzeitig das prunkvolle Bild zu Triberg geschaffen haben. Einiges hier in St. Jakob trägt deren Handschrift, anderes wieder ist das Werk anderer Hände.“
In schöner Symmetrie ergänzen die beiden etwas älteren Seitenaltäre den Hauptaltar, statt dessen vielfacher Säulen mit nur einer Säule beidseits.
Im Hauptgeschoss des linken Seitenaltars wird der Apostel Johannes flankiert von Katharina von Alexandrien mit Schwert und Märtyrerpalme sowie Ursula von Köln mit den Pfeilen ihres Martyriums. Im Auszug wird ein Gemälde Schmiders von 1883, die heilige Apollonia mit Zange und Zahn, flankiert von Statuen der heiligen Barbara von Nikomedien und der heiligen Lucia von Syrakus. Das Jesusmonogramm IHS krönt den Aufbau.
Der rechte Seitenaltar ist der heiligen Anna geweiht, nach apokryphen Schriften Mutter Marias. Schmiders Bild in der Mitte des Hauptgeschosses zeigt Anna, Maria und das Jesuskind als Anna selbdritt, sein Bild im Auszug Maria mit ihrem ebenfalls in apokryphen Schriften genannten Vater Joachim. Zu Seiten des Hauptbildes stehen links der heilige Vitus mit dem Öltopf auf einem Buch, in den, mit heißem Öl gefüllt, er geworfen wurde, rechts die heilige Agnes von Rom mit dem Lamm auf einem Buch. Auf den Schrägen zu Seiten des Oberbildes liegen die Soldatenmärtyrer Romanus von Rom und Theodor Tiro, „kleine, überaus fein in Ton modellierte Statuen“. Ganz oben steht der Jesusknabe.
Ginter meint zum Ensemble: „Was in dieser Figurenvielfalt da und dort zu sehen ist, spricht nicht immer von hoher künstlerischer Qualität. Es ist allerhand Unterschied festzustellen. Unbestreitbar ist aber die Größe der künstlerischen Konzeption bezüglich der Gesamtanlage der drei Altäre. Dieses Gesamtbild hat zweifellos einen großen Zug und ist mit sicherem künstlerischen Gefühl geformt.“
An der rechten Seitenwand hängt eine Kreuzigungsgruppe mit Maria und Johannes, vermutlich aus der Schuppschen Werkstatt.